# Michal Hubník
Michal Hubník (wym. [ˈmɪxal ˈɦubniːk]; ur. 1 czerwca 1983 we Vsetínie) – czeski piłkarz występujący na pozycji napastnika w reprezentacji Czech. Jest starszym bratem Romana, który występuje na pozycji obrońcy w niemieckiej Hercie BSC i również posiada na swym koncie występy w kadrze.

## Kariera klubowa
Hubník rozpoczął swoją karierę jako trampkarz w drużynie Tatrana Halenkov. Następnie trafił do FC Vsetín, by po jakimś czasie powrócić do Halenkova. Kolejnym klubem w jego juniorskiej karierze było 1. FK Drnovice, z którego odszedł później do Sigmy Ołomuniec. W sezonie 2010/11, dzięki 12 trafieniom, był liderem klasyfikacji strzelców Gambrinus Ligi, zaliczył także cztery występy w reprezentacji Czech. Debiutował w spotkaniu przeciwko Danii; jako rezerwowy.
18 lutego 2011 został wypożyczony na pół roku z opcją pierwokupu do Legii Warszawa. Zawodnik nie spełnił pokładanych w nim nadziei i klub nie zdecydował się na wykupienie jego karty zawodniczej; o ile wiosną sezonu 2010/11 rozegrał 11 spotkań i zdobył 2 bramki, o tyle w całym następnym sezonie zaledwie dwukrotnie pojawił się na boisku Ekstraklasy. Zdobył natomiast z Legią dwa Puchary Polski. Po powrocie do ojczyzny grał ponownie w Sigmie (z którą wywalczył Superpuchar Czech), a obecnie FK Baumit Jablonec, do którego trafił na początku 2013. Z klubem tym wygrał kolejne dwa trofea pucharowe.

## Sukcesy
Legia Warszawa
- Puchar Polski (2x) – 2010/11, 2011/12

Sigma Ołomuniec
- Superpuchar Czech (1x) – 2012

FK Baumit Jablonec
- Puchar Czech (1x) – 2012/13
- Superpuchar Czech (1x) – 2013